# Candiac
Candiac – miasto w Kanadzie, w prowincji Quebec.